# كوسوكي فوجيوكا
كوسوكي فوجيوكا (باليابانية: 藤岡 浩介) (مواليد 13 أغسطس 1994)، هو لاعب كرة قدم سابق كان يلعب كمهاجم.

## وصلات خارجية
- كوسوكي فوجيوكا على موقع رابطة كرة القدم اليابانية للمحترفين (اليابانية)
- كوسوكي فوجيوكا على موقع قاعدة بيانات كرة القدم.إي يو (الإنجليزية)
- كوسوكي فوجيوكا على موقع Soccerway.com (الإنجليزية)
- كوسوكي فوجيوكا على موقع عالم كرة القدم.نت (الإنجليزية)